# Kenge 2
Kenge 2 est une localité chef-lieu du territoire de Kenge dans la province du Kwango en république démocratique du Congo.

## Géographie
La localité est située sur la rive gauche de la rivière Wamba à 12 km au sud-ouest du chef-lieu provincial Kenge.

## Administration
La localité a le statut de commune rurale de moins de 80 000 électeurs, elle compte 7 conseillers municipaux en 2019.

## Société
La localité est le siège de la paroisse catholique Saint-Kisito de Kenge II, fondée en 1955, elle est rattachée à la doyenné de Kenge du diocèse de Kenge.